# Велик магистър на Тевтонския орден
Велик магистър (на немски: Hochmeister; на латински: Magister generalis) е ненаследствена титла, с която се удостоява избраният за предводител германски рицар на Тевтонския духовно-военен орден от 1198 до наши дни.

## История
Титлата е установена за Хайнрих Валпот фон Басенхайм, който е първият Велик магистър на германските кръстоносци през 1198 г. в седалището на ордена в Акра. Пълното титулуване до 1216 г. е на латински: Magister Hospitalis Sancte Marie Alemannorum Jerosolimitani; на български: Учител в Йерусалимската Болница на Света Мария Германска, а след това на латински: Magister Hospitalis Domus Sancte Marie Theutonicorum Jerosolimitani; на български: Учител Болницата при Йерусалимския Дом на Света Мария Германска.
Според устава на ордена Велик Магистър на ордена се избира по време на свикан капитул (сбор на ордена), който излъчва изборна колегия от дванадесет члена: седем тевтонски рицари, четирима тевтонски сержанти и един тевтонски свещеник. Те гласуват за предложените кандидати и след постигане на мнозинство от малцинството се очаква да подкрепи фаворита за да бъде издигнат той с единодушие. Този избор често е отнемал повече от три месеца.
Великият Магистър е член на Ханзейската лига и кастелан на Мариенбург след преместването на седалището на ордена там. В йерархията на ордена Великият магистър е следван и подкрепян от Главен ковчежник, Орденсмаршал, ландсмайстери и комтури.
През 1525 г. католическият военномонашески орден се обръща към протестантството. Този акт не е окончателен - редица следващи магистри са открити католици, в т.ч. и възпитаници на Йезуитския орден, но е показателен за опита на ордена да оцелее в социално-политическите условия на секуларизация и реформация в Европа.

## Велики магистри на ордена
- (1198–1200) Хайнрих Валпот
- (1200–1208) Ото фон Керпен
- (1208–1209) Хайнрих фон Туна
- (1210–1239) Херман фон Салца
- (1239–1240) Конрад Распе
- (1240–1244) Герхард фон Малберг
- (1244–1249) Хайнрих фон Хоенлое
- (1249–1252) Гюнтер фон Вюлерслебен
- (1252–1256) Попо фон Остерна
- (1256–1273) Ано фон Зангерхаузен
- (1273–1282) Хартман фон Хелдрунген
- (1283–1290) Буркхард фон Шванден
- (1290–1296) Конрад фон Фойхтванген
- (1297–1303) Готфрид фон Хоенлое
- (1303–1311) Зигфрид фон Фойхтванген
- (1311–1324) Карл фон Трир
- (1324–1330) Вернер фон Орзелн
- (1331–1335) Лутер фон Брауншвайг
- (1335–1341) Дитрих фон Алтенбург
- (1342–1345) Лудолф Кьониг
- (1345–1351) Хайнрих Дуземер
- (1351–1382) Винрих фон Книпроде
- (1382–1390) Конрад Цьолнер
- (1391–1393) Конрад фон Валенрод
- (1393–1407) Конрад фон Юнгинген
- (1407–1410) Улрих фон Юнгинген
- (1410–1413) Хайнрих фон Плауен
- (1414–1422) Михаел Кюхмайстер
- (1422–1441) Паул фон Русдорф
- (1441–1449) Конрад фон Ерлихсхаузен
- (1450–1467) Лудвиг фон Ерлихсхаузен
- (1467–1470) Хайнрих Ройс фон Плауен
- (1470–1477) Хайнрих фон Рихтенберг
- (1477–1489) Мартин фон Ветцхаузен
- (1489–1497) Йохан фон Тифен
- (1498–1510) Фридрих фон Заксен
- (1510–1525) Албрехт фон Бранденбург
- (1527–1543) Валтер фон Кронберг
- (1543–1566) Волфганг Шутцбар
- (1566–1572) Георг фон Венкхайм
- (1572–1590) Хайнрих фон Бобенхаузен
- (1590–1618) Максимилиан фон Хабсбург
- (1618–1624) Карл фон Хабсбург
- (1625–1627) Йохан фон Вестернах
- (1627–1641) Йохан фон Щадион
- (1641–1662) Леополд фон Хабсбург
- (1662–1664) Йозеф фон Хабсбург
- (1664–1684) Йохан фон Ампринген
- (1684–1694) Лудвиг фон Пфалц
- (1694–1732) Франц фон Пфалц
- (1732–1761) Клеменс фон Байерн
- (1761–1780) Карл фон Лотринген
- (1780-1801) Франц фон Хабсбург
- (1801–1804) Карл фон Тешен
- (1804–1835) Антон фон Хабсбург-Лотринген
- (1835–1863) Максимилиан фон Хабсбург-Есте
- (1863–1894) Вилхелм фон Хабсбург-Лотринген
- (1894–1923) Ойген фон Тешен
- (1923–1933) Норберт Клайн
- (1933–1936) Паул Хайдер
- (1936–1948) Роберт Шелцки
- (1948–1970) Мариан Тумлер
- (1970–1988) Илдефонс Паулер
- (1988-2000) Арнолд Виланд
- (2000-) Бруно Платер